# Jarillas (Aguascalientes)
Jarillas es una localidad del estado mexicano de Aguascalientes. Es parte del municipio de Asientos.

## Demografía
| Gráfica de evolución demográfica |
|                                  |

| Censo | Población |
| ----- | --------- |
| 1950  | 248       |
| 1960  | 189       |
| 1970  | 386       |
| 1980  | 571       |
| 1990  | 757       |
| 2000  | 848       |
| 2010  | 1 041     |
| 2020  | 1 178     |